# Легкі крейсери типу «Блас де Лесо»

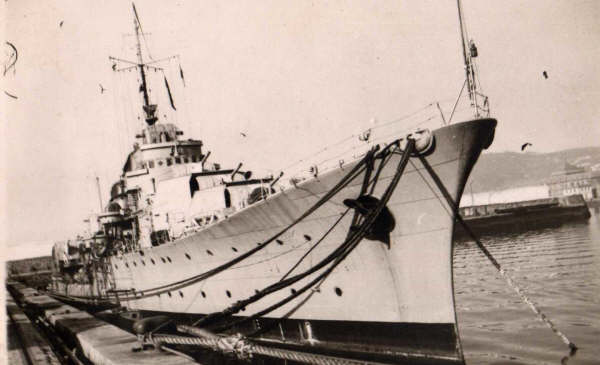
Крейсер Méndez Núñez у 1950, після реконструкції 1944

Легкі крейсери типу «Блас де Лесо» (Clase Blas de Lezo) — два крейсери, побудовані для Військово-морських сил Іспанії у 1920-тих. Замовлення на кораблі надійшло ще 1915, проте їх будівництво сповільнювали дефіцит матеріалів за умов Першої світової війни. Кораблі побудувало підприємство Sociedad Española de Construcción Naval у Ферролі. У їх конструкції відчувався помітний британський вплив, кораблі нагадували сучасні їм британські легкі крейсери типу "С.
«Мендес Нуньєс» зазнав глибокої модернізації і став крейсером ППО у 1944 році. Його переозброїли вісьмома 120-міліметровими гарматами Vickers, а також німецькими автоматичними зенітками — 4 спареними установками 37 міліметрових гармат, та двома зчетвереними установками 20-міліметрових гармат. Надбудова була повністю перероблена, аби розмістити обладнання для управління вогнем. Водночас були збережені строєні установки торпедних апаратів.

## Кораблі
| Корабель                   | Спущено на воду | Введено в експлуатацію | Доля                                 |
| -------------------------- | --------------- | ---------------------- | ------------------------------------ |
| Блас де Лесо Blas de Lezo  | 27 липня 1922 р | Березень 1925          | Зазнав катастрофи 11 липня 1932 року |
| Мендес Нуньєс Méndez Núñez | 3 березня 1923  | 1924                   | Виведений зі складу флоту 1963       |

### «Блас де Лесо»

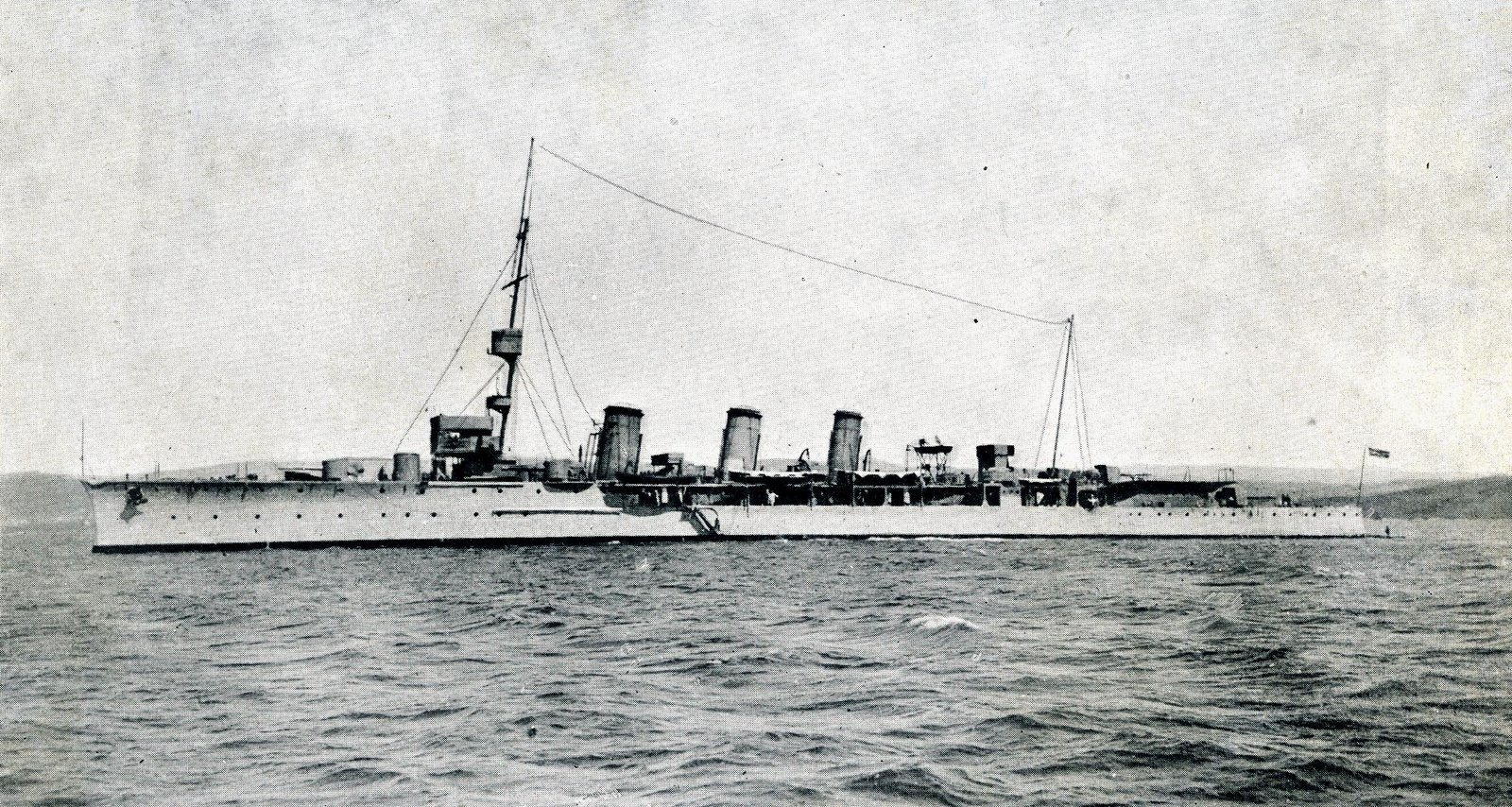
Blas de Lezos на випробуваннях 1923

«Блас де Лесо» був названий на честь адмірала Бласа де Лесо На початку 1926 року корабель забезпечував трансатлантичний переліт з Іспанії до Буенос-Айреса екіпажу військово-повітряних сил Іспанії, очолюваного майором Рамоном Франко — братом майбутнього каудильйо Франсіско Франко гідролітаком Dornier Do J «Plus Ultra». Крейсер перевозив запчастини та інше обладнання для забезпечення польоту. Корабель налетів на скелю поблизу мису Фіністерре у 1932 році і затонув на глибоководі.

### «Мендес Нуньєс»
«Мендес Нуньєс» був названий на честь адмірала Касто Мендеса Нуньеса. На початку Громадянської війни у Іспанії крейсер базувався у тоді іспанській Екваторіальній Гвінеї. Корабель приєднався до флоту республіканців. У 1939 році, після повстання у Картахені крейсер було інтерновано французькою владою у Бізерті. Пізніше корабель повернули Франкістській Іспанії, де він і служив до 1963 року.